# Cyclopogon ellipticus
Cyclopogon ellipticus là một loài thực vật có hoa trong họ Lan. Loài này được (Garay) Dodson mô tả khoa học đầu tiên năm 1993.